# Tarek El Ali
Tarek El Ali (6 febbraio 1986) è un calciatore libanese, di ruolo centrocampista.

## Carriera

### Club
Ha giocato sempre giocato nel campionato libanese.

### Nazionale
Ha debuttato in Nazionale nel 2007, giocandoci 4 partite sino al 2011.

## Palmarès

### Club

#### Competizioni nazionali
- Supercoppa di Libano: 1

Ahed: 2019

#### Competizioni internazionali
- Coppa dell'AFC: 1

Ahed: 2019